# Jo Bauer
Jo Bauer (Friedrichstal, 21 luglio 1961) è un ingegnere tedesco che lavora per la Federazione Internazionale dell'Automobile e su incarico di questa è il Delegato Tecnico permanente alle gare di Formula 1.
Il compito di Bauer e della sua squadra di assistenti è di verificare che le vetture in competizione rispondano al regolamento tecnico della Formula. Bauer ricopre questo ruolo dal 1997 quando sostituì Charlie Whiting.
Dopo essersi laureato alla Rheinisch-Westfalische Technishe Hochschule di Aquisgrana, Bauer ha preso la specializzazione mentre lavorava per l'azienda di consulenza nei trasporti FEV Motorentechnik GmbH.
Con queste credenziali lasciò nel 1992 l'azienda per unirsi all'autorità sportiva tedesca Oberste Nationale Sportkommission come capo del dipartimento tecnico, con un seggio all'interno della commissione tecnica della FIA che lo portò ad essere Delegato Tecnico per il Campionato Internazionale Turismo nel 1995. Erano anni di accesa rivalità tra le Alfa Romeo e le Mercedes e perciò ogni gara si arricchiva di aspre discussioni riguardanti il regolamento. Gli ottimi risultati colti in questo ruolo lo hanno destinato al ruolo di Delegato nell'ancora più difficile F1 quando Whiting si trasferì alla Direzione Corsa.